# Heide Rühle

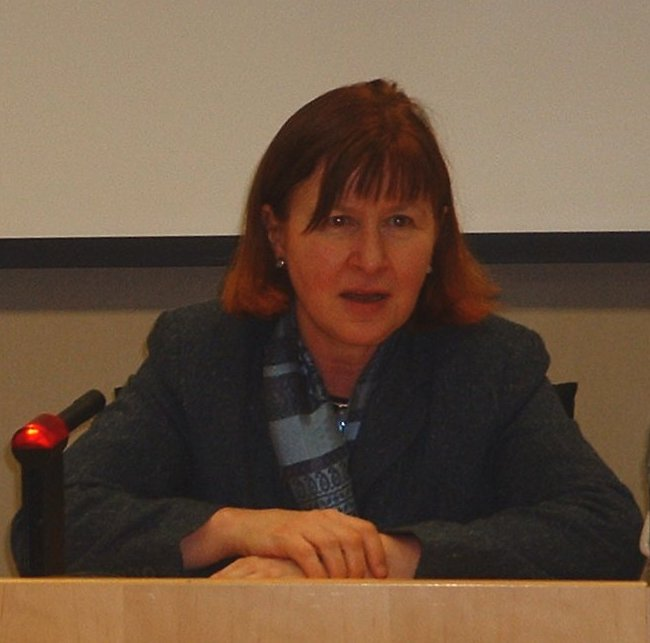
Heide Rühle (2007)

Heidemarie-Rose Rühle (* 5. November 1948 in Heilbronn) ist eine ehemalige deutsche Politikerin. Sie war von 1999 bis 2014 Mitglied des Europäischen Parlaments.

## Leben und Beruf
Heide Rühle studierte Psychologie an der Universität Tübingen, ist verheiratet, hat zwei erwachsene Kinder und wohnt in Stuttgart. 

## Partei
Heide Rühle war in den 1970er-Jahren Mitglied im maoistischen KABD (Kommunistischer Arbeiterbund Deutschlands).
1984 wurde sie Mitglied der Grünen. Sie wurde von 1987 bis 1990 jeweils in den geschäftsführenden Landesvorstand der Grünen in Baden-Württemberg gewählt und trat in diesem Zeitraum mit Wolfgang Kaiser als Sprecherin hervor. In den Jahren 1990 und 1991 war sie Sprecherin des Bundesvorstandes der Grünen, die folgenden sieben Jahre Politische Geschäftsführerin der zwischenzeitlich mit Bündnis 90 vereinigten Partei.
Von 2000 bis 2002 war Heide Rühle Mitglied des Parteirats auf Bundesebene. Seit 2003 ist sie Mitglied des Parteirates des Landesverbandes Baden-Württemberg von Bündnis 90/Die Grünen.
1999 war sie Spitzenkandidatin von Bündnis 90/Die Grünen bei der Europawahl. Bei den Europawahlen 2004 und 2009 kandidierte sie auf Platz 3 der Bundesliste der Grünen.

## Abgeordnete
Von 1999 bis 2014 war Heide Rühle Mitglied des Europäischen Parlaments und gehörte der Fraktion Grüne/EFA an. Heide Rühle war vom 8. Januar 2002 bis 26. Februar 2007 stellvertretende Fraktionsvorsitzende der Fraktion Grüne/EFA.
Sie war Mitglied im Ausschuss für Binnenmarkt und Verbraucherschutz (IMCO) und stellvertretendes Mitglied im Ausschuss für Regionale Entwicklung (REGI). Bei der Europawahl 2014 trat sie nicht mehr als Kandidatin an.

## Mitgliedschaften und weitere Aktivitäten
Rühle war Mitglied der Europa-Union Parlamentariergruppe Europäisches Parlament. Von 2005 bis 2009 war Heide Rühle Mitglied des Präsidiums der überparteilichen Europa-Union.

## Ehrungen
Am 18. Mai 2019 wurde Heide Rühle von Ministerpräsident Winfried Kretschmann mit dem Verdienstorden des Landes Baden-Württemberg ausgezeichnet.